# Kurt Wallner

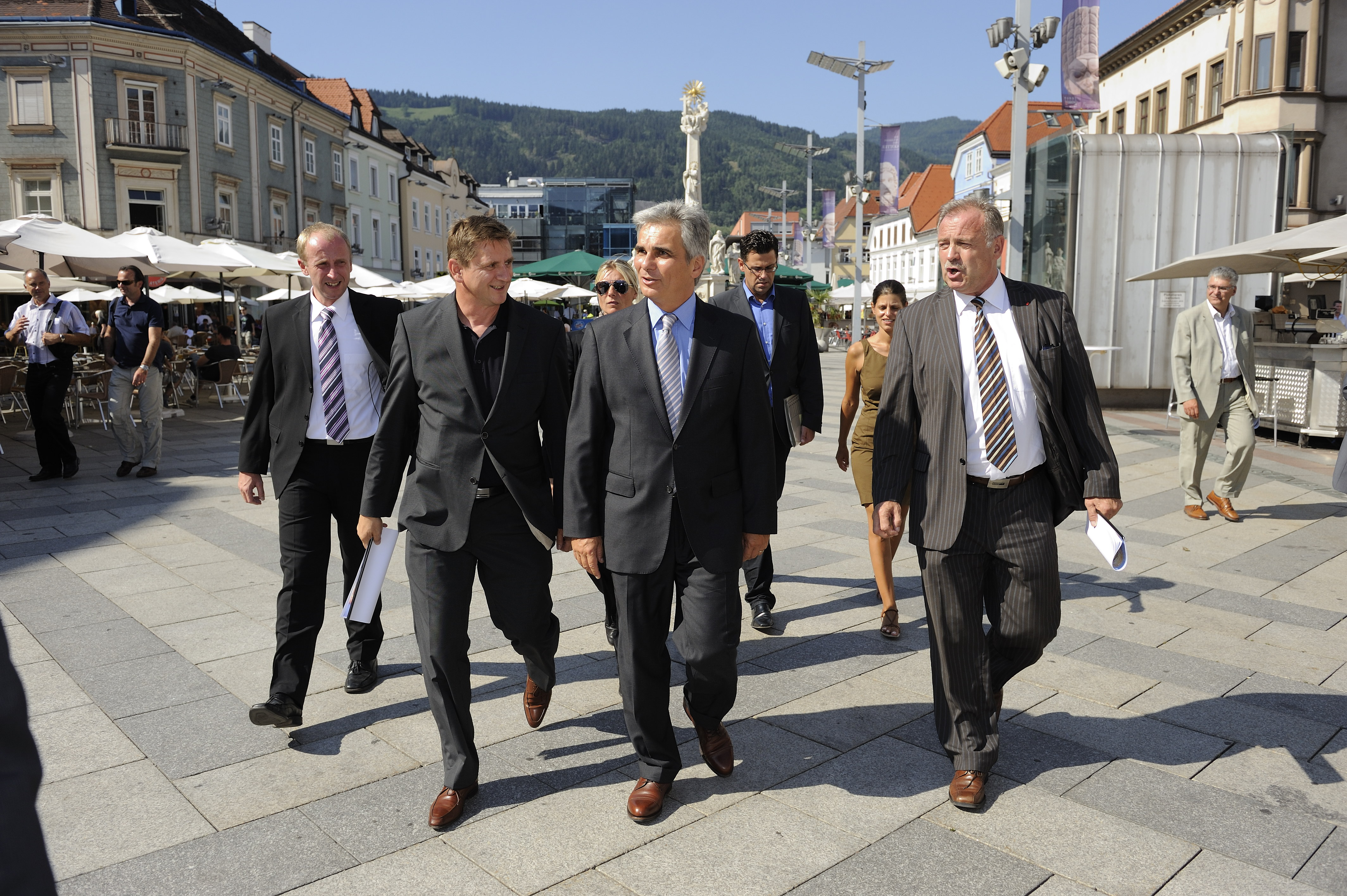
Kurt Wallner (2.v.l.) mit Werner Faymann am Leobner Hauptplatz im Jahr 2011

Kurt Wallner (* 18. April 1958 in Leoben, Steiermark) ist ein österreichischer Politiker. Er ist seit 6. Februar 2014 Bürgermeister der Stadt Leoben als Nachfolger von Matthias Konrad. Von 1985 bis 2013 war Wallner Bezirksgeschäftsführer der SPÖ Leoben. Von 1990 bis 1999 war er Abgeordneter des Nationalrats.

## Werdegang
Kurt Wallner besuchte von 1964 bis 1968 die Volksschule und danach bis 1972 die Hauptschule. Im Anschluss absolvierte er von 1972 bis 1974 die Bundeshandelsakademie, wechselte jedoch danach an die Bundeshandelsschule, die er 1976 abschloss. Wallner arbeitete von 1976 bis 1979 als Bediensteter der Österreichischen Bundesbahnen und leistete von 1979/1980 den Präsenzdienst ab. Von 1979 bis 1985 war Wallner als Versicherungskaufmann tätig und übernahm 1985 die Bezirksgeschäftsführung der SPÖ Leoben, die er bis 2013 innehatte.
Am 22. Oktober 2003 schloss er den Medienkundlichen Lehrgang an der Universität Graz mit der Berufsbezeichnung Akademischer Medienfachmann mit der Abschlussarbeit Die aktuelle Berichterstattung im öffentlich-rechtlichen und privaten Rundfunk in der Steiermark ab und machte danach von 2003 bis 2005 eine Ausbildung zum Moderator, Trainer und Teamcoach am Dr.-Karl-Renner-Institut.

## Politik
Kurt Wallner begann sein politisches Engagement in der Sozialistischen Jugend Österreichs (SJÖ) in Proleb und hatte dort zunächst von 1975 bis 1977 das Amt des Ortsvorsitzenden der SJÖ inne. Er war zudem von 1977 bis 1979 Bezirksvorsitzender der SJ Leoben und in der Folge von 1978 bis 1979 auch Stellvertretender Landesvorsitzender der SJ Steiermark. Lokalpolitisch wirkte er zunächst von 1980 bis 1982 als Gemeinderat in Proleb, wo er von 1979 bis 1988 zudem die Funktion des Ortsparteivorsitzenden der Sozialdemokratischen Partei Österreichs innehatte. Nach seinem Wechsel nach Leoben wurde er 1990 dort zum Gemeinderat gewählt. 
Wallner ist Mitglied des Landesparteivorstandes der SPÖ Steiermark und stellv. Regionsvorsitzender der SPÖ LE-Eisenerz. Er vertrat die SPÖ vom 5. November 1990 bis zum 28. Oktober 1999 im Nationalrat. In diesem machte er sich vor allem um die Arbeitsplatzbeschaffung und -sicherung sowie die Infrastruktur von Stadt und Bezirk Leoben verdient. Seit August 2009 ist er Vorsitzender der SPÖ Leoben-Stadt. Im Mai 2012 wurde ihm vom damaligen steirischen Landeshauptmann Franz Voves und dessen Stellvertreter Hermann Schützenhöfer das Große Ehrenzeichen des Landes Steiermark verliehen.
Mit 6. Februar 2014 trat er als Nachfolger von Matthias Konrad das Amt des Bürgermeisters der Stadt Leoben an. Dort tritt er als sogenannter Volksbürgermeister, also als Bürgermeister ohne Stimmrecht im Gemeinderat, in Erscheinung. Weiters ist er seit 2014 Vorsitzender der Landesgruppe Steiermark des Österreichischen Städtebunds. In der Ära von Hermann Schützenhöfer als Landeshauptmann wurde Wallner 2018 das Goldene Ehrenzeichen für Verdienste um die Republik Österreich verliehen.

## Auszeichnungen
- 2012: Großes Ehrenzeichen des Landes Steiermark[2][1]
- 2016: Ehrenbürger der Montanuniversität Leoben
- 2018: Goldenes Ehrenzeichen für Verdienste um die Republik Österreich[5]